# Hannivka, Semenivka
Hannivka (în ucraineană Ганнівка) este un sat în comuna Pohorilți din raionul Semenivka, regiunea Cernihiv, Ucraina.